# Siorac-de-Ribérac
Siorac-de-Ribérac est une commune française située dans le département de la Dordogne, en région Nouvelle-Aquitaine.

## Géographie

### Généralités
Dans l'ouest du département de la Dordogne, la commune de Siorac-de-Ribérac est située en forêt de la Double. C'est une commune rurale qui fait partie de l'aire d'attraction de Ribérac, zonage d’étude défini par l'Insee, qui a remplacé en 2020 l'aire urbaine de Ribérac qui n'incluait pas la commune. Elle est majoritairement située en rive droite de la Rizonne, avec une zone d'environ deux kilomètres carrés en rive gauche, au sud-ouest, autour du lieu-dit Courbarieux. Elle est également arrosée par son affluent le ruisseau des Écluses.
La commune est desservie par la route départementale (RD) 44 au sud, la RD 13 à l'ouest, la RD 43 au nord et la RD 709 à l'est. Le bourg est établi à moins d'un kilomètre de ces deux dernières. Il est situé en distances orthodromiques six kilomètres au sud-sud-est de Ribérac et quatorze kilomètres au nord-ouest de Saint-Astier.

### Communes limitrophes
Siorac-de-Ribérac est limitrophe de six autres communes.
|                      | Saint-Martin-de-Ribérac | Saint-Sulpice-de-Roumagnac |
| Vanxains             | Siorac-de-Ribérac       |                            |
| La Jemaye-Ponteyraud | Saint-André-de-Double   | Saint-Vincent-de-Connezac  |

### Géologie et relief

#### Géologie
Situé sur la plaque nord du bassin aquitain et bordé à son extrémité nord-est par une frange du Massif central, le département de la Dordogne présente une grande diversité géologique. Les terrains sont disposés en profondeur en strates régulières, témoins d'une sédimentation sur cette ancienne plate-forme marine. Le département peut ainsi être découpé sur le plan géologique en quatre gradins différenciés selon leur âge géologique. Siorac-de-Ribérac est située dans le troisième gradin à partir du nord-est, un plateau formé de calcaires hétérogènes du Crétacé.
Les couches affleurantes sur le territoire communal sont constituées de formations superficielles du Quaternaire et de roches sédimentaires datant pour certaines du Cénozoïque, et pour d'autres du Mésozoïque. La formation la plus ancienne, notée c5d, date du Campanien 4, des calcaires crayo-marneux grisâtres et des calcaires graveleux bioclastiques à orbitoides. La formation la plus récente, notée CFvs, fait partie des formations superficielles de type colluvions carbonatées de vallons secs : sable limoneux à débris calcaires et argile sableuse à débris. Le descriptif de ces couches est détaillé dans  les feuilles « no 757 - Ribérac » et « no 758 - Périgueux (ouest) » de la carte géologique au 1/50 000 de la France métropolitaine, et leurs notices associées,.

Carte géologique de Siorac-de-Ribérac.

#### Relief et paysages
Le département de la Dordogne se présente comme un vaste plateau incliné du nord-est (491 m, à la forêt de Vieillecour dans le Nontronnais, à Saint-Pierre-de-Frugie) au sud-ouest (2 m à Lamothe-Montravel). L'altitude du territoire communal varie quant à elle entre 73 mètres au sud-ouest, là où la Rizonne quitte le territoire communal et devient limite entre Vanxains et La Jemaye-Ponteyraud (territoire de l'ancienne commune de La Jemaye), et 195 mètres au nord-est, au lieu-dit le Temple, en limite de Saint-Martin-de-Ribérac.
Dans le cadre de la Convention européenne du paysage entrée en vigueur en France le 1er juillet 2006, renforcée par la loi du 8 août 2016 pour la reconquête de la biodiversité, de la nature et des paysages, un atlas des paysages de la Dordogne a été élaboré sous maîtrise d’ouvrage de l’État et publié en octobre 2020. Les paysages du département s'organisent en huit unités paysagères,. La commune fait partie de la Double, au sein de l'unité de paysage « La Double et le Landais », deux plateaux ondulés, dont la pente générale descend de l'est vers l'ouest. À l'est, les altitudes atteignent ainsi les 200 m pour les plus élevées (233 m au sud de Tocane-Saint-Apre). Vers l'ouest, le relief s’adoucit et les altitudes maximales culminent autour des 100 mètres. Les paysages sont forestiers aux horizons limités, avec peu de repères, ponctués de clairières agricoles habitées.
La superficie cadastrale de la commune publiée par l'Insee, qui sert de référence dans toutes les statistiques, est de 20,86 km2,,. La superficie géographique, issue de la BD Topo, composante du référentiel à grande échelle produit par l'IGN, est quant à elle de 20,93 km2.

### Hydrographie

#### Réseau hydrographique
La commune est située dans le bassin de la Dordogne au sein du Bassin Adour-Garonne. Elle est drainée par la Rizonne, le ruisseau du Boulanger, le ruisseau de Courbarieux, le ruisseau des Écluses et par divers petits cours d'eau, qui constituent un réseau hydrographique de 23 km de longueur totale,.
La Rizonne, d'une longueur totale de 26,73 km, prend sa source dans la commune de Saint-Vincent-de-Connezac et se jette dans la Dronne en rive gauche en limite de Saint Aulaye-Puymangou et de Bonnes, un kilomètre et demi au nord du centre bourg de Saint-Aulaye,. Elle traverse le sud de la commune d'est en ouest sur six kilomètres et demi, servant de limite naturelle sur plus de cinq kilomètres face à Saint-Vincent-de-Connezac et Saint-André-de-Double.
Affluent de rive droite de la Rizonne, le ruisseau des Écluses prend sa source au sud du bourg et arrose le territoire communal sur quatre kilomètres.
Le ruisseau de Courbarieux, affluent de rive gauche de la Rizonne, marque la limite communale au sud-ouest sur près de deux kilomètres et demi, face à La Jemaye-Ponteyraud.
Le ruisseau du Boulanger, affluent de rive gauche de la Dronne, prend sa source dans le nord-ouest de la commune qu'il baigne sur plus de 500 mètres.

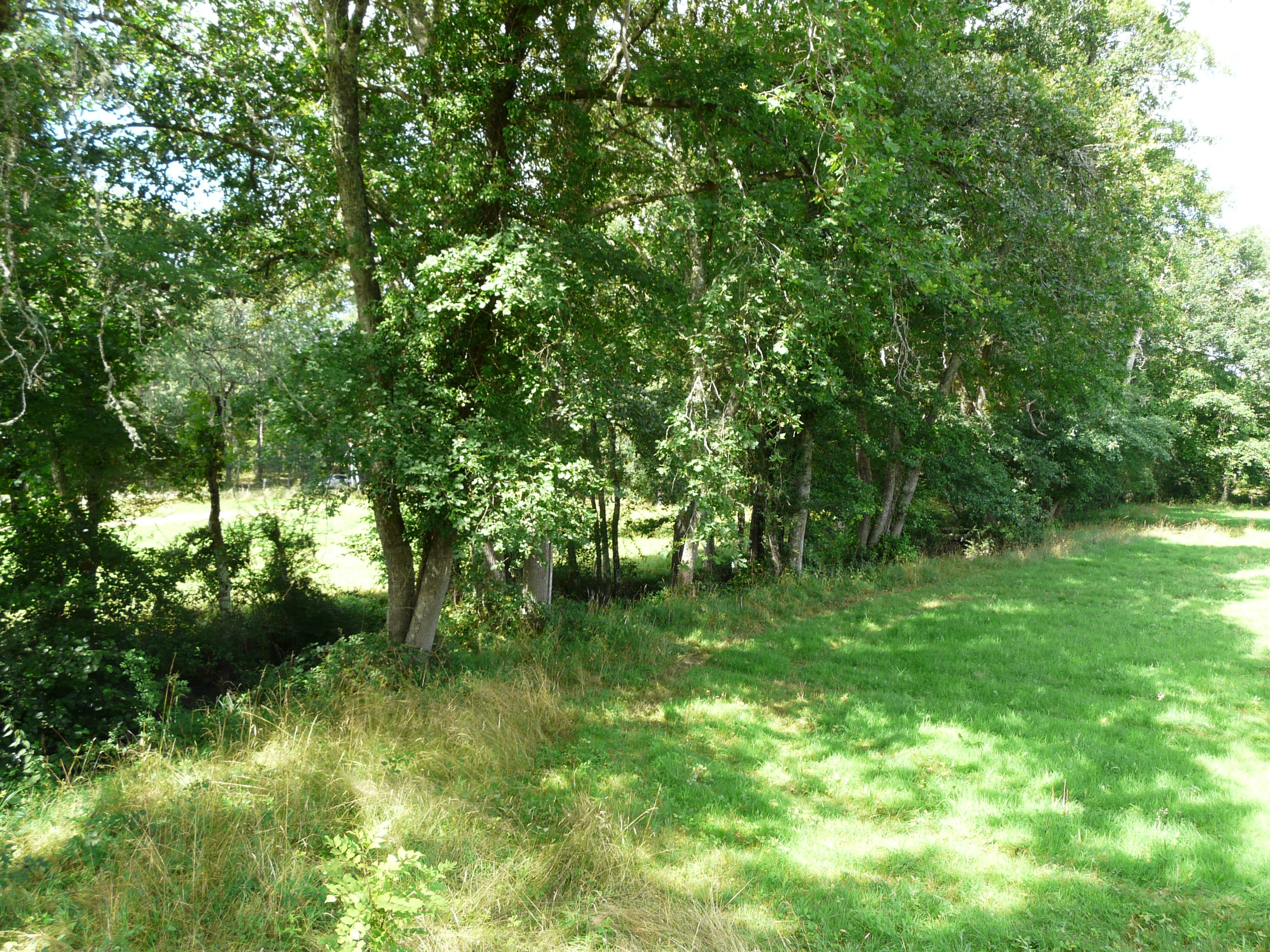
La Rizonne au pont de la RD 13, au nord de l'intersection avec la RD 44.
Réseaux hydrographique et routier de Siorac-de-Ribérac.

#### Gestion et qualité des eaux
Le territoire communal est couvert par le schéma d'aménagement et de gestion des eaux (SAGE) « Isle - Dronne ». Ce document de planification, dont le territoire regroupe les bassins versants de l'Isle et de la Dronne, d'une superficie de 7 500 km2, a été approuvé le 2 août 2021. La structure porteuse de l'élaboration et de la mise en œuvre est l'établissement public territorial de bassin de la Dordogne (EPIDOR). Il définit sur son territoire les objectifs généraux d’utilisation, de mise en valeur et de protection quantitative et qualitative des ressources en eau superficielle et souterraine, en respect des objectifs de qualité définis dans le troisième SDAGE du bassin Adour-Garonne qui couvre la période 2022-2027, approuvé le 10 mars 2022.
La qualité des eaux de baignade et des cours d’eau peut être consultée sur un site dédié géré par les agences de l’eau et l’Agence française pour la biodiversité.

### Climat
Pour des articles plus généraux, voir Climat de la Nouvelle-Aquitaine et Climat de la Dordogne.
Historiquement, la commune est exposée à un climat océanique aquitain.  
En 2020, Météo-France publie une typologie des climats de la France métropolitaine dans laquelle la commune est dans une zone de transition entre le climat océanique et le climat océanique altéré et est dans la région climatique Aquitaine, Gascogne, caractérisée par une pluviométrie abondante au printemps, modérée en automne, un faible ensoleillement au printemps, un été chaud (19,5 °C), des vents faibles, des brouillards fréquents en automne et en hiver et des orages fréquents en été (15 à 20 jours).
Pour la période 1971-2000, la température annuelle moyenne est de 12,3 °C, avec  une amplitude thermique annuelle de 14,7 °C. Le cumul annuel moyen de précipitations est de 952 mm, avec 11,8 jours de précipitations en janvier et 7 jours en juillet. Pour la période 1991-2020, la température moyenne annuelle observée sur la station météorologique la plus proche, située sur la commune de Saint-Martin-de-Ribérac à 4 km à vol d'oiseau, est de 13,5 °C et le cumul annuel moyen de précipitations est de 916,6 mm,. Pour l'avenir, les paramètres climatiques de la commune estimés pour 2050 selon différents scénarios d’émission de gaz à effet de serre sont consultables sur un site dédié publié par Météo-France en novembre 2022.

## Urbanisme

### Typologie
Au 1er janvier 2024, Siorac-de-Ribérac est catégorisée commune rurale à habitat très dispersé, selon la nouvelle grille communale de densité à 7 niveaux définie par l'Insee en 2022.
Elle est située hors unité urbaine. Par ailleurs la commune fait partie de l'aire d'attraction de Ribérac, dont elle est une commune de la couronne,. Cette aire, qui regroupe 24 communes, est catégorisée dans les aires de moins de 50 000 habitants,.

### Occupation des sols
L'occupation des sols de la commune, telle qu'elle ressort de la base de données européenne d’occupation biophysique des sols Corine Land Cover (CLC), est marquée par l'importance des forêts et milieux semi-naturels (70,4 % en 2018), en augmentation par rapport à 1990 (69,1 %). La répartition détaillée en 2018 est la suivante : 
forêts (63,4 %), zones agricoles hétérogènes (23,4 %), milieux à végétation arbustive et/ou herbacée (7 %), prairies (5,8 %), terres arables (0,4 %). L'évolution de l’occupation des sols de la commune et de ses infrastructures peut être observée sur les différentes représentations cartographiques du territoire : la carte de Cassini (XVIIIe siècle), la carte d'état-major (1820-1866) et les cartes ou photos aériennes de l'IGN pour la période actuelle (1950 à aujourd'hui).

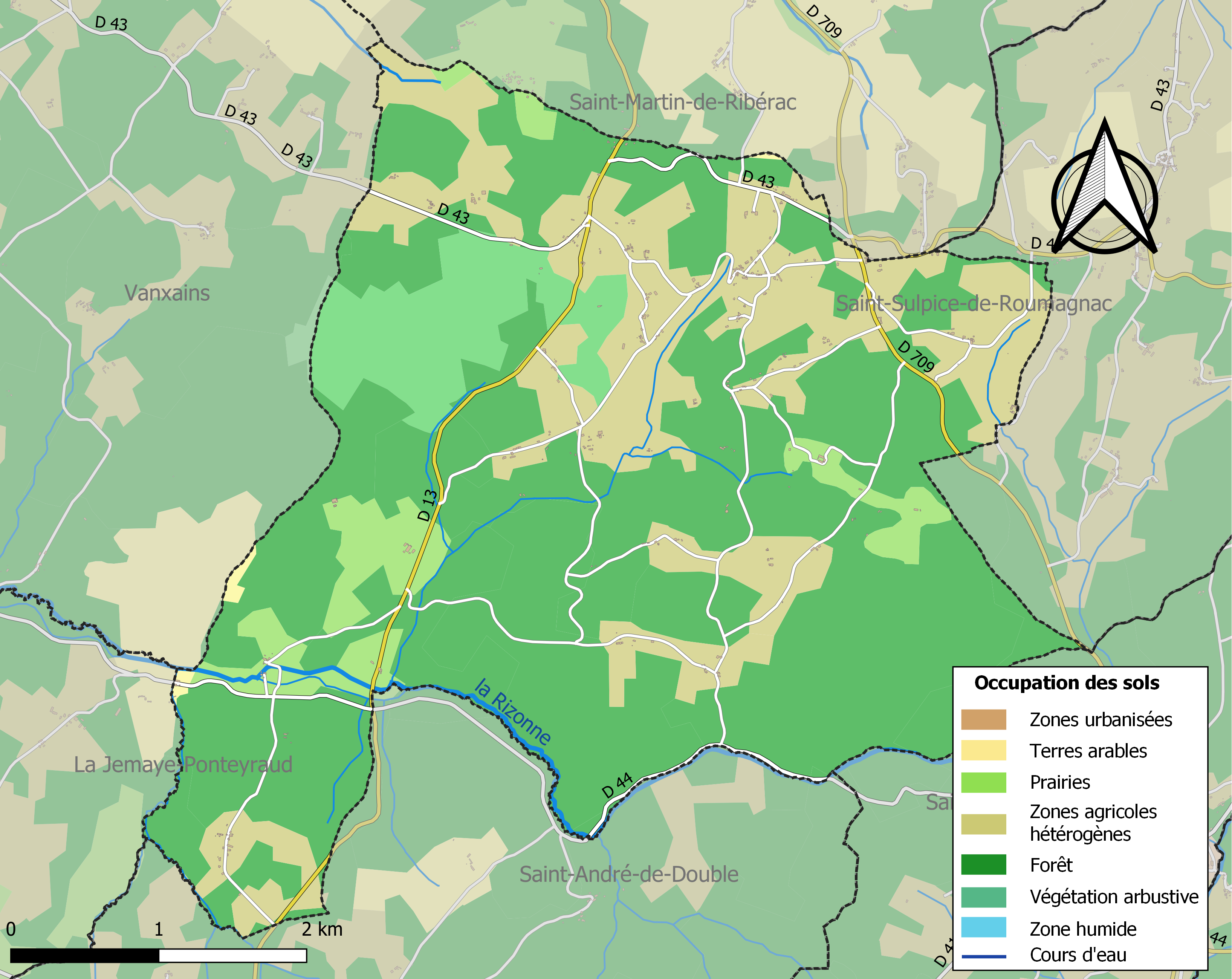
Carte des infrastructures et de l'occupation des sols de la commune en 2018 (CLC).

### Prévention des risques
Le territoire de la commune de Siorac-de-Ribérac est vulnérable à différents aléas naturels : météorologiques (tempête, orage, neige, grand froid, canicule ou sécheresse), feux de forêts, mouvements de terrains et séisme (sismicité très faible). Un site publié par le BRGM permet d'évaluer simplement et rapidement les risques d'un bien localisé soit par son adresse soit par le numéro de sa parcelle.
Siorac-de-Ribérac est exposée au risque de feu de forêt. L’arrêté préfectoral du 14 mars 2013 fixe les conditions de pratique des incinérations et de brûlage dans un objectif de réduire le risque de départs d’incendie. À ce titre, des périodes sont déterminées : interdiction totale du 15 février au 15 mai et du 15 juin au 15 octobre, utilisation réglementée du 16 mai au 14 juin et du 16 octobre au 14 février. En septembre 2020, un plan inter-départemental de protection des forêts contre les incendies (PidPFCI) a été adopté pour la période 2019-2029,.

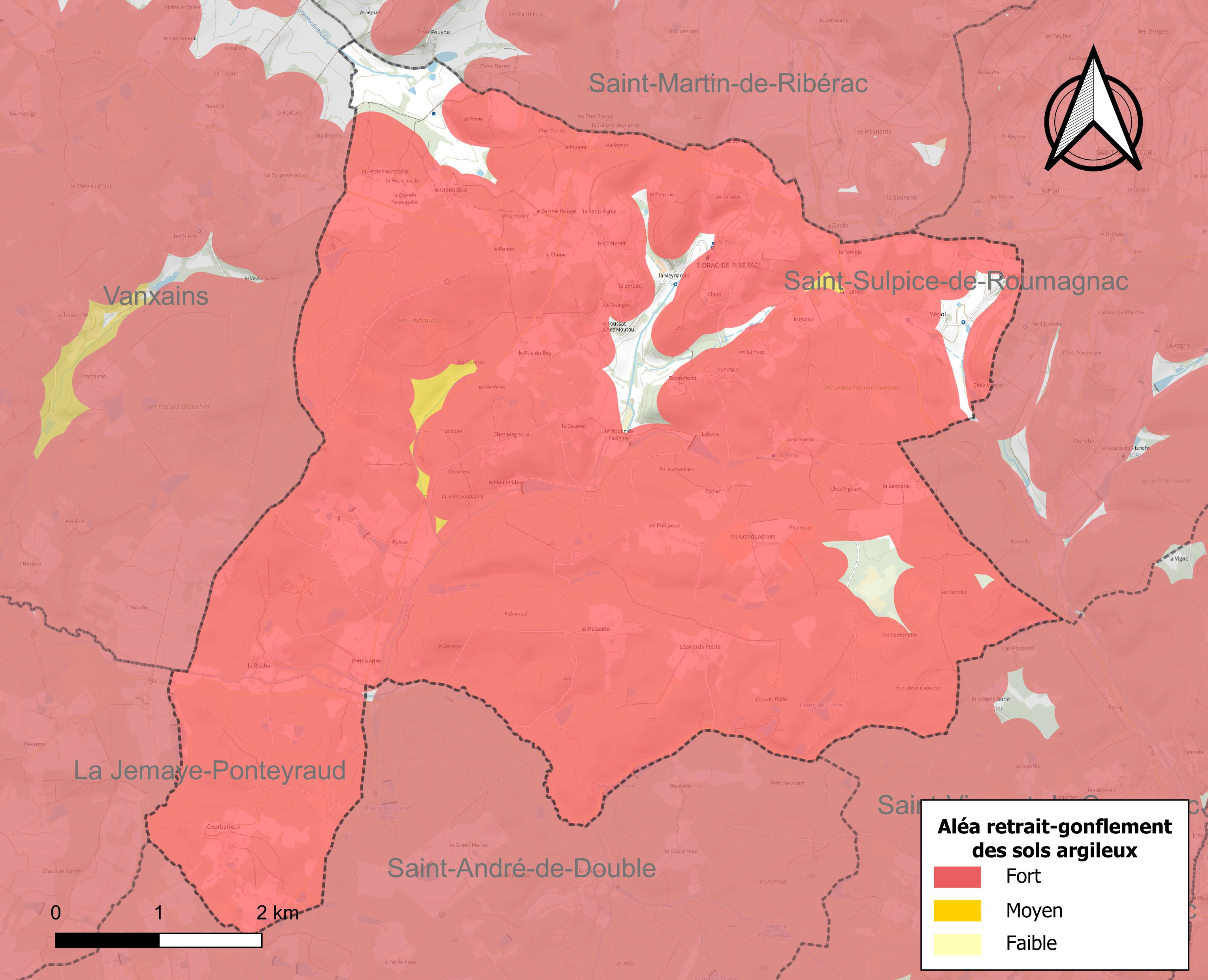
Carte des zones d'aléa retrait-gonflement des sols argileux de Siorac-de-Ribérac.

Les mouvements de terrains susceptibles de se produire sur la commune sont des tassements différentiels. Le retrait-gonflement des sols argileux est susceptible d'engendrer des dommages importants aux bâtiments en cas d’alternance de périodes de sécheresse et de pluie. 94,6 % de la superficie communale est en aléa moyen ou fort (58,6 % au niveau départemental et 48,5 % au niveau national métropolitain). Depuis le 1er octobre 2020, en application de la loi ÉLAN, différentes contraintes s'imposent aux vendeurs, maîtres d'ouvrages ou constructeurs de biens situés dans une zone classée en aléa moyen ou fort,.
La commune a été reconnue en état de catastrophe naturelle au titre des dommages causés par les inondations et coulées de boue survenues en 1982, 1983, 1986 et 1999, par la sécheresse en 1989, 1992, 2003 et 2009 et par des mouvements de terrain en 1999.

## Toponymie
En occitan, la commune porte le nom de Sieurac de Rabairac.
Sur la planète Mars, en mars 2021, l'une des cibles d'analyses poussées effectuées sur un affleurement rocheux par l'astromobile Curiosity de la NASA, est baptisée d'après la commune.

## Histoire
En 2005, plusieurs fours superposés datant du Ier au IIIe siècle, des zones d'extraction d'argile et de nombreux tessons de céramique furent découverts dans un secteur de la forêt de la Double situé sur la commune.

## Politique et administration

### Rattachements administratifs
Dès 1790, la commune de Siorac-de-Ribérac a été rattachée au canton de Saint Vincent qui dépendait du district de Ribérac jusqu'en 1795, date de suppression des districts. Lorsque ce canton est supprimé par la loi du 8 pluviôse an IX (28 janvier 1801) portant sur la « réduction du nombre de justices de paix », la commune est rattachée au canton de Ribérac dépendant de l'arrondissement de Ribérac jusqu'en 1926 puis de l'arrondissement de Périgueux.
Dans le cadre de la réforme de 2014 définie par le décret du 21 février 2014, la commune reste rattachée à ce canton qui s'élargit, passant de 13 à 35 communes lors des élections départementales de mars 2015.

### Intercommunalité
Fin 1998, Siorac-de-Ribérac intègre dès sa création la communauté de communes du Ribéracois. Celle-ci est dissoute au 31 décembre 2013 et remplacée au 1er janvier 2014 par la communauté de communes du Pays Ribéracois, renommée en 2019 communauté de communes du Périgord Ribéracois.

### Administration municipale
La population de la commune étant comprise entre 100 et 499 habitants au recensement de 2017, onze conseillers municipaux ont été élus en 2020,.

### Liste des maires
| Période                                  | Période    | Identité              | Étiquette | Qualité                             |
| ---------------------------------------- | ---------- | --------------------- | --------- | ----------------------------------- |
| Les données manquantes sont à compléter. |            |                       |           |                                     |
|                                          |            |                       |           |                                     |
| avant 1851                               | après 1851 | Lebas-de-Lacour       |           |                                     |
|                                          |            |                       |           |                                     |
| 1870                                     | 1897       | Sabrier               |           |                                     |
|                                          |            |                       |           |                                     |
| 1953                                     | 1985       | Léopold Dignac        |           |                                     |
|                                          |            |                       |           |                                     |
| 1989                                     | mars 2001  | Armand Benoît         |           | Expert foncier et agricole retraité |
| mars 2001 (réélu en mai 2020)            | En cours   | Jean-Pierre Chaumette | SE        | Voyagiste                           |

### Politique environnementale
Dans son palmarès 2024, le Conseil national de villes et villages fleuris de France a attribué deux fleurs à la commune.

## Équipements et services publics

### Justice
En 2023, dans le domaine judiciaire, Siorac-de-Ribérac relève : 
- du tribunal judiciaire, du tribunal pour enfants, du conseil de prud'hommes et du tribunal de commerce de Périgueux ;
- du pôle Nationalité du tribunal judiciaire de Périgueux (compétent uniquement dans le domaine de la nationalité) ;
- de la cour d'appel, du tribunal administratif et de la  cour administrative d'appel de Bordeaux.

## Population et société

### Démographie
L'évolution du nombre d'habitants est connue à travers les recensements de la population effectués dans la commune depuis 1793. Pour les communes de moins de 10 000 habitants, une enquête de recensement portant sur toute la population est réalisée tous les cinq ans, les populations de référence des années intermédiaires étant quant à elles estimées par interpolation ou extrapolation. Pour la commune, le premier recensement exhaustif entrant dans le cadre du nouveau dispositif a été réalisé en 2008.

En 2022, la commune comptait 259 habitants, en évolution de +1,97 % par rapport à 2016 (Dordogne : +0,37 %, France hors Mayotte : +2,11 %).
| 1793 | 1800 | 1806 | 1821 | 1831 | 1836 | 1841 | 1846 | 1851 |
| ---- | ---- | ---- | ---- | ---- | ---- | ---- | ---- | ---- |
| 707  | 774  | 750  | 801  | 845  | 780  | 778  | 727  | 755  |

| 1856 | 1861 | 1866 | 1872 | 1876 | 1881 | 1886 | 1891 | 1896 |
| ---- | ---- | ---- | ---- | ---- | ---- | ---- | ---- | ---- |
| 718  | 726  | 682  | 613  | 619  | 638  | 606  | 587  | 569  |

| 1901 | 1906 | 1911 | 1921 | 1926 | 1931 | 1936 | 1946 | 1954 |
| ---- | ---- | ---- | ---- | ---- | ---- | ---- | ---- | ---- |
| 566  | 534  | 538  | 505  | 471  | 461  | 425  | 382  | 315  |

| 1962 | 1968 | 1975 | 1982 | 1990 | 1999 | 2006 | 2008 | 2013 |
| ---- | ---- | ---- | ---- | ---- | ---- | ---- | ---- | ---- |
| 291  | 270  | 226  | 228  | 227  | 265  | 260  | 258  | 257  |

| 2018 | 2022 | - | - | - | - | - | - | - |
| ---- | ---- | - | - | - | - | - | - | - |
| 248  | 259  | - | - | - | - | - | - | - |

### Manifestation culturelles et festivités
- Fête locale sur quatre jours, fin juillet[55].

## Économie

### Emploi
En 2015, parmi la population communale comprise entre 15 et 64 ans, les actifs représentent 108 personnes, soit 41,7 % de la population municipale. Le nombre de chômeurs (dix) a augmenté par rapport à 2010 (cinq) et le taux de chômage de cette population active s'établit à 9,3 %.

### Établissements
Au 31 décembre 2015, la commune compte trente-huit établissements, dont vingt-deux au niveau des commerces, transports ou services, neuf dans l'agriculture, la sylviculture ou la pêche, quatre dans la construction, deux dans l'industrie, et un relatif au secteur administratif.

## Culture locale et patrimoine

### Lieux et monuments

#### Manoir de la Meynardie
Sur une base du XIIIe siècle, le manoir de la Meynardie a été modifié du XVe au XVIIe siècle et amputé d'une tour au XXe siècle.

### Héraldique
| Blason de Siorac-de-Ribérac | Blason  | De gueules au lion d’argent armé, lampassé et couronné d’or, accompagné de dix besants aussi d’argent ordonnés en orle. |
| Blason de Siorac-de-Ribérac | Détails | Le statut officiel du blason reste à déterminer.                                                                        |

## Galerie de photos

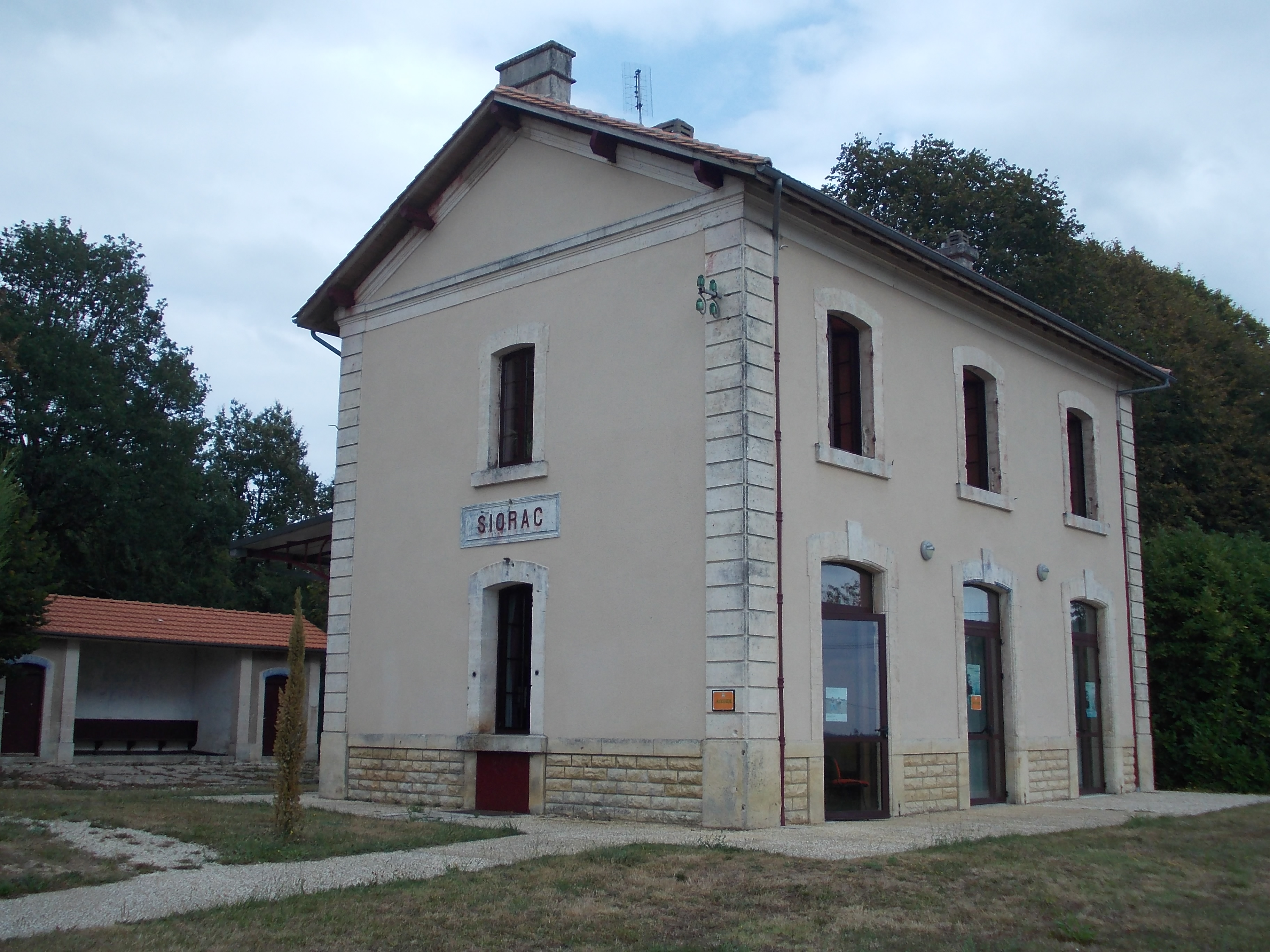
L'ancienne gare ferroviaire.
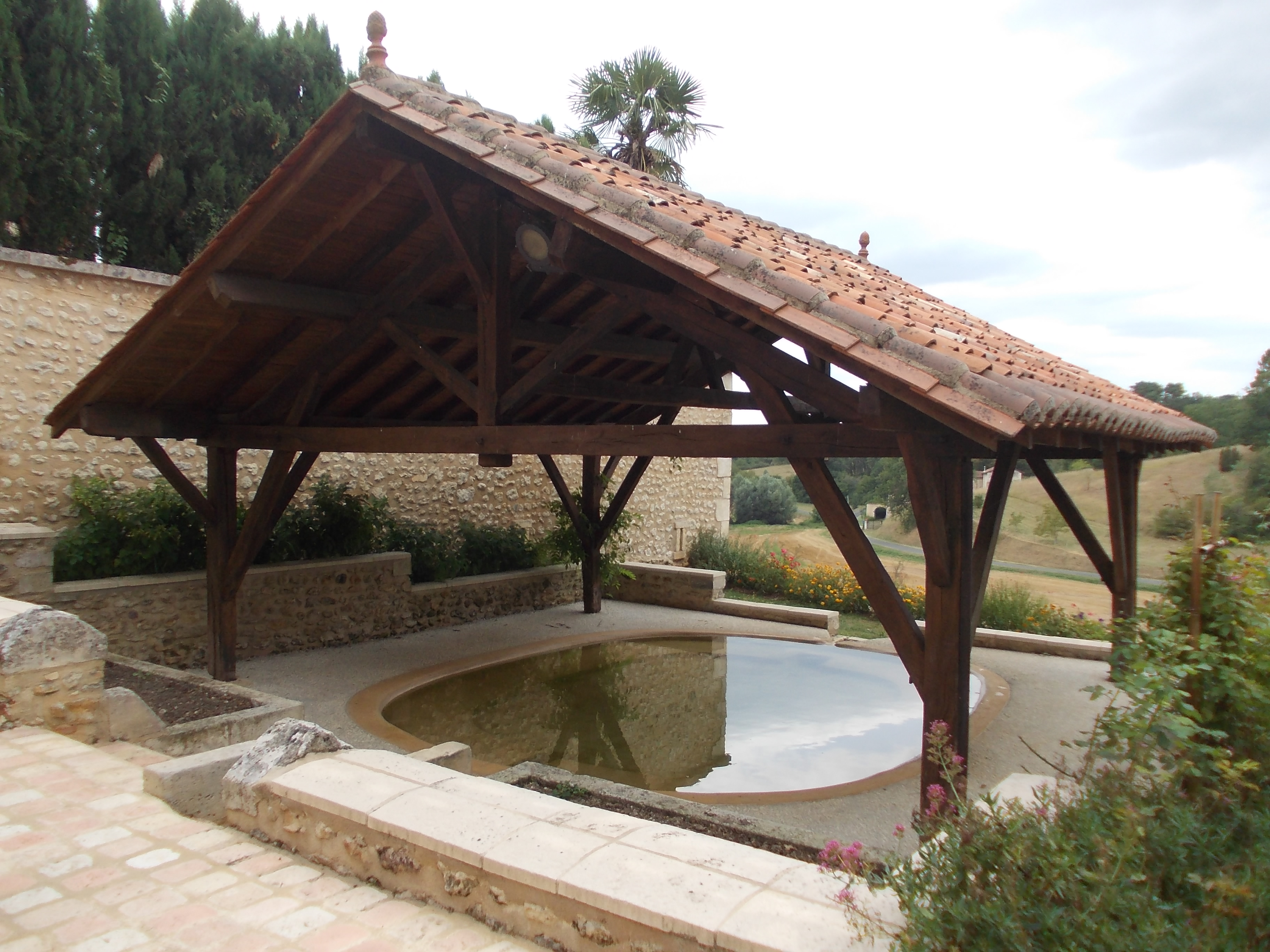
Le lavoir.
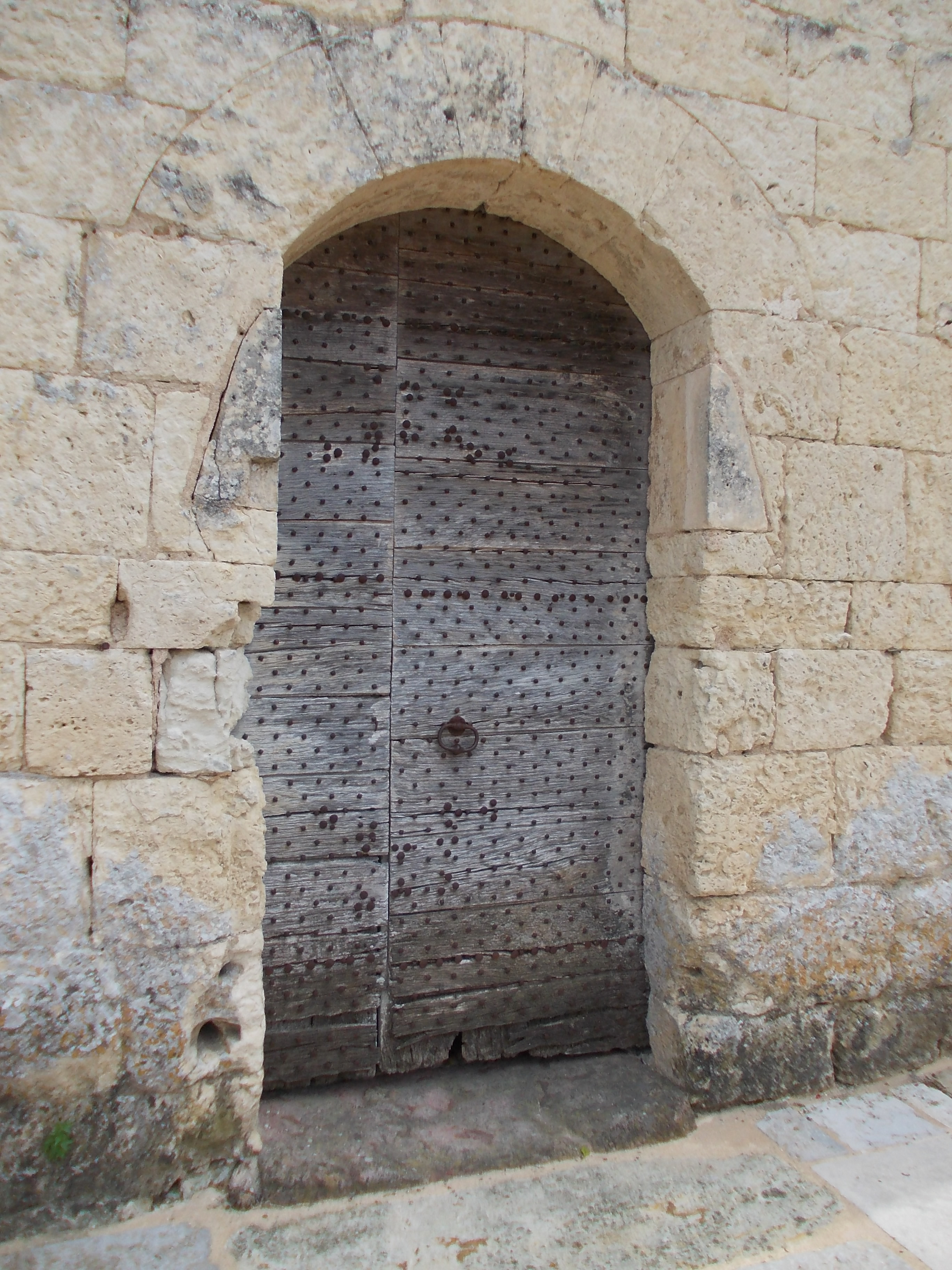
La porte ouest de l'église.
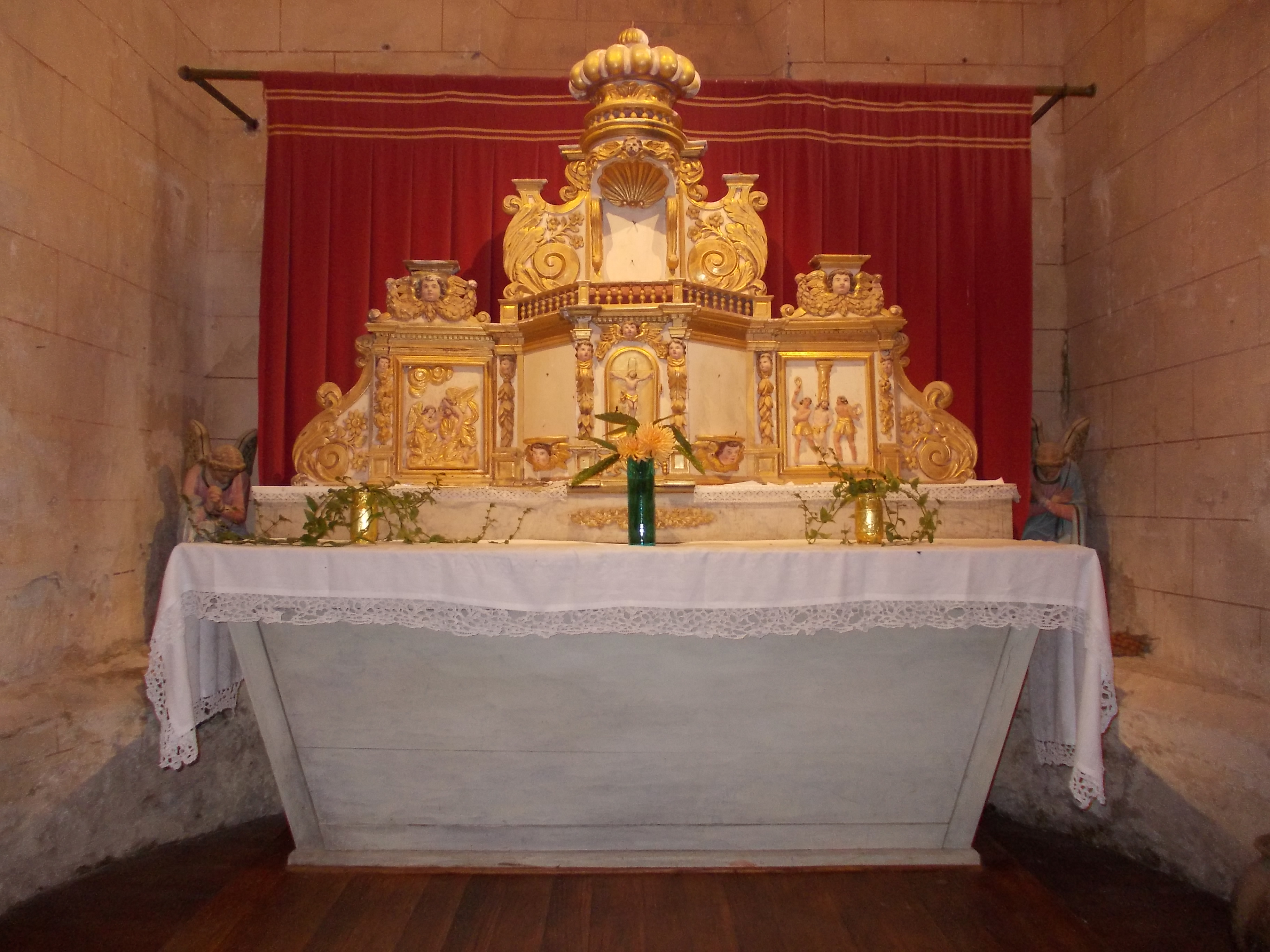
Le retable du XVIIIe siècle.

## Pour approfondir